# Albizia odoratissima
Albizia odoratissima là một loài thực vật có hoa trong họ Đậu. Loài này được (L.f.) Benth. miêu tả khoa học đầu tiên.

## Hình ảnh

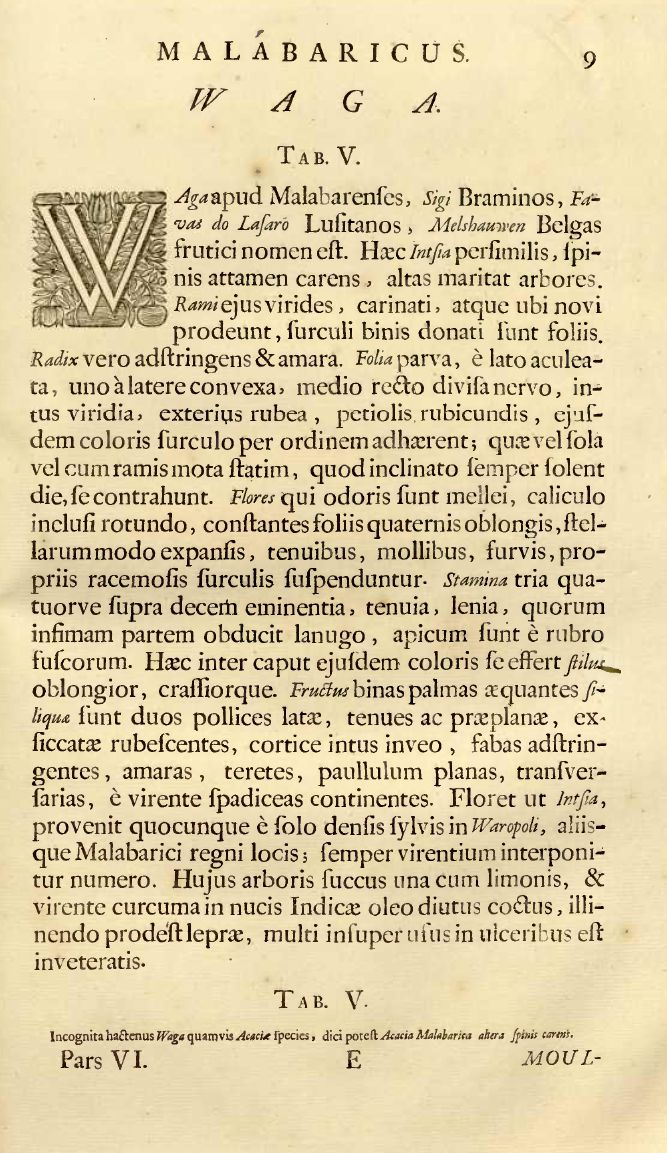
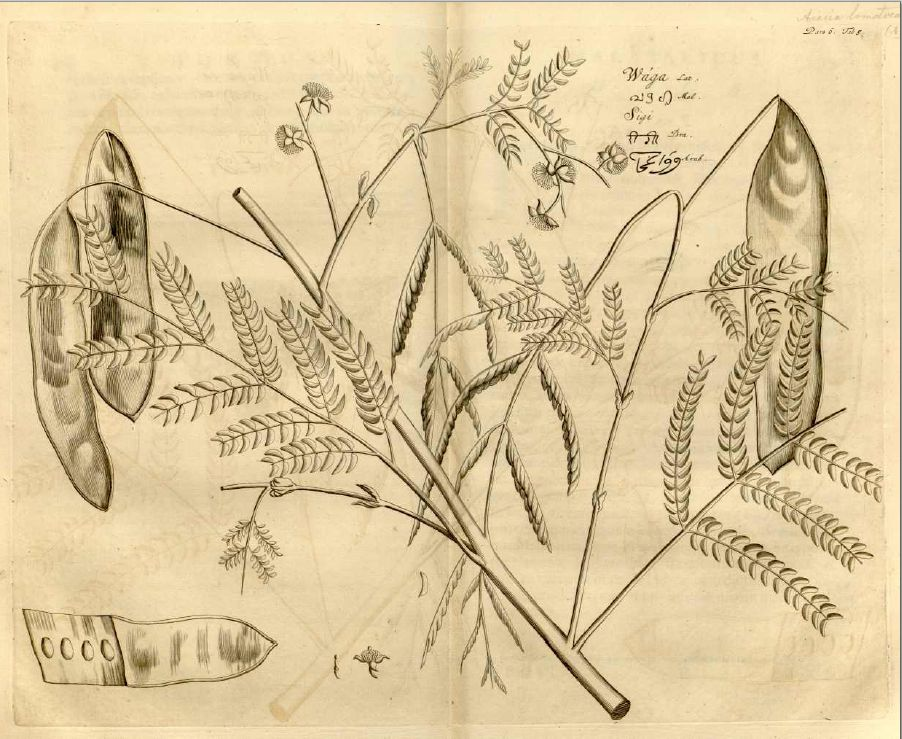
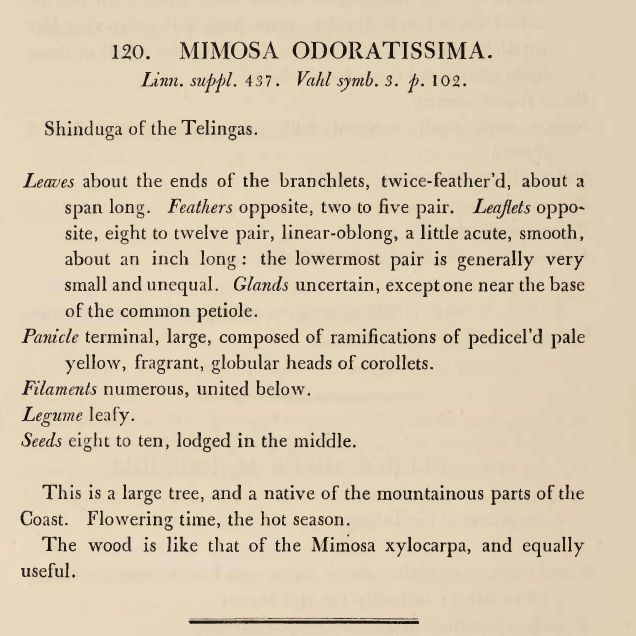
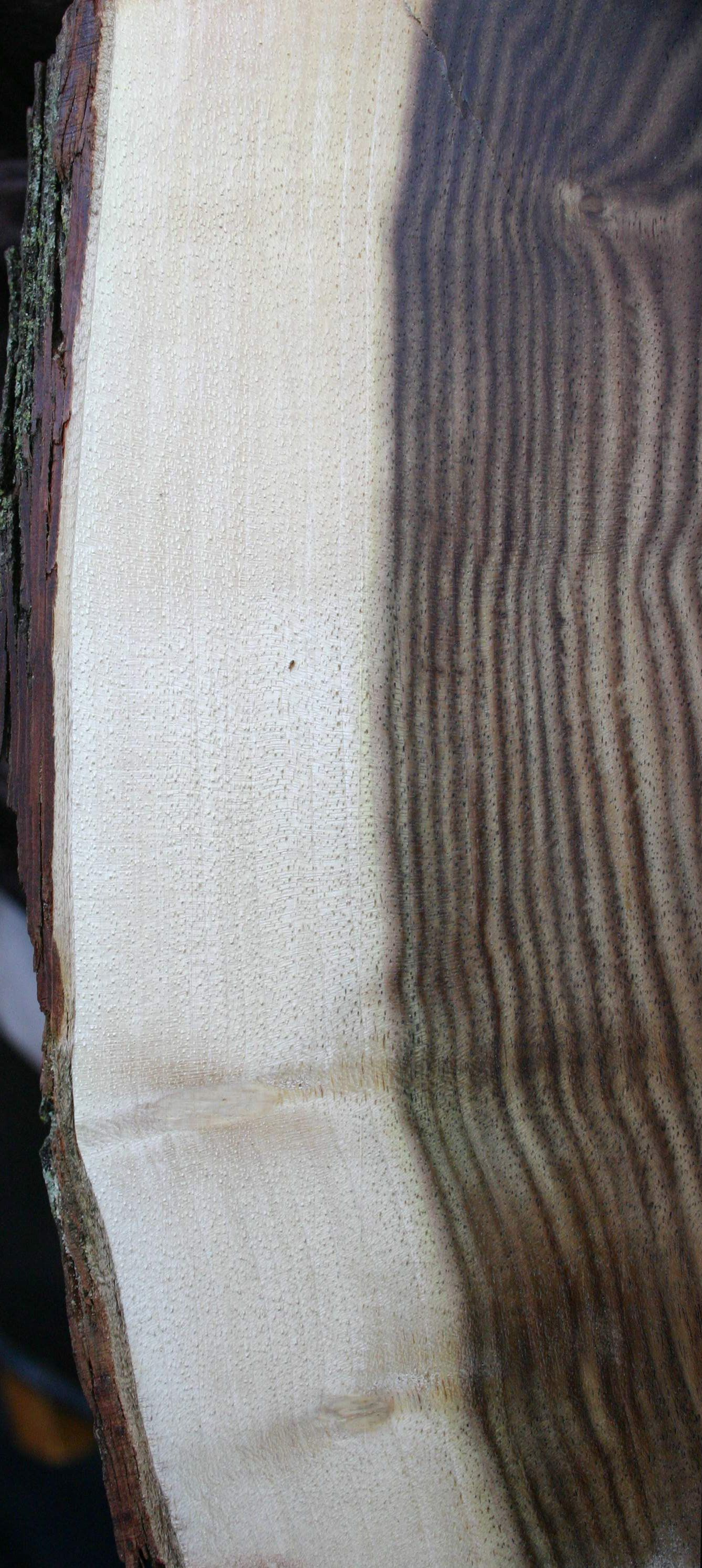